# Cachoeira do Curumu
A Cachoeira do Curumu, também conhecida como Cachoeira do Pancada ou ainda Cachoeira da Amizade, é uma  queda d'água encontrada em Curumu, região de zona rural localizada no município de Óbidos, no estado do Pará, no Brasil . Procurada por turistas para dias refrescantes de banho em suas quedas, com águas geladas, a cachoeira corre entre a mata até Lago do Curumu .

## Acesso
Para desfrutar das belezas da cachoeira, é necessário ter acesso pela Vila União do Curumu, situada às margens do Lago do Curumu. Sendo considerada de fácil acesso, a Vila pode ser encontrada tanto por via fluvial, com duração máxima de uma hora, quanto por via terrestre após a passagem por uma estrada não pavimentada com aproximadamente 30 Km, levando cerca de 30 minutos. Durante o percurso terrestre, é possível pedir informações em diversas propriedades particulares, como sítios e ranchos .

## Informações naturais
A Cachoeira do Curumu tem uma queda d’água de forte volume, mesmo sendo considerada baixa, com cerca de 7 metros de altura. Para os visitantes que buscam desfrutar de maiores passeios, existe a opção de se chegar a segunda cachoeira, a Cachoeira da Cortina. Para isso, é preciso fazer uma caminhada, cerca de um quilômetro, por uma trilhada descendo o igarapé (riacho que nasce na mata e deságua em rio) até a cachoeira .
Durante o acesso às cachoeiras, os visitantes podem desfrutar de lagos e lagoas de águas azuladas, além de bancos de areais que formam pequenas praias de rios .

## Turismo na região
A Vila União do Curumu é uma comunidade localizada a 16km da cidade de Óbidos e possui mais de 51 anos de existência. É considerada um polo turístico com diversos atrativos culturais e econômicos fundamentais para o município de Óbidos .
Situada na margem esquerda do Rio Amazonas, a cidade de Óbidos é uma cidade que ainda está desenvolvendo o seu pólo turístico. Além de contar mais de duas quedas da água, a cidade é cercada pela Serra do Curumu, que possui cerca de 120 metros de altura, podendo ser vista em toda redondeza . Além de suas belezas naturais, a cidade é um pólo cultural pela sua história e religiosidade. Ao longo dos acessos para as cachoeiras, os visitantes podem desfrutar de visitas por capelas e Igrejas construídas há mais de 20 anos .

## Economia e o turismo

### Guias turísticos
Para se chegar até as cachoeiras, é possível contratar guias locais que auxiliam no passeio e informam sobre as características naturais da região . 

### Pesca
Além de contarem com a atividade de guias, a população local conta com atividades de pesca como sustentação local. Os ribeirinhos existentes, também organizam festivais, como o do tucunaré, peixe símbolo da comunidade, que atraem visitantes para a região .

### Agricultura
Não só da pesca, inúmeras comunidades vivem do cultivo agrícola, como da mandioca. A farinha de mandioca, além de servir como sustento para as pessoas locais, é comercializada para outros mercados da região amazônica .